# Coleophora singreni
Coleophora singreni is een vlinder uit de familie kokermotten (Coleophoridae). De wetenschappelijke naam is voor het eerst geldig gepubliceerd in 1973 door Falkovitsh.
De soort komt voor in Europa.